# Skarbiec Atreusza
Skarbiec Atreusza, także: grób Agamemnona – gigantyczny grobowiec (tolos) sklepiony pozorną kopułą, zbudowany w epoce mykeńskiej ok. 1250 roku p.n.e. na wzgórzu Panagitsa w pobliżu Myken.
Grobowiec jest częścią stanowiska archeologicznego w Mykenach, które wraz ze stanowiskiem archeologicznym w Tyrynsie, zostało wpisane w 1999 roku na listę światowego dziedzictwa UNESCO.

## Nazwa
Nazwa „skarbiec Atreusza” została użyta przez greckiego geografa Pauzaniasza, który opisał grobowiec w swoim dziele Wędrówki po Helladzie . Odzwierciedla ona błędną interpretację przeznaczenia budowli.

## Historia
Grobowiec został wzniesiony w epoce mykeńskiej ok. 1250 roku p.n.e. na wzgórzu Panagitsa w pobliżu Myken . Nie wiadomo kto rzeczywiście został pochowany w tym grobowcu. Grobowiec został splądrowany jeszcze w okresie antycznym . Przez jakiś czas był używany przez pasterzy – ich ogniska osmaliły wnętrze budowli . W 1878 roku grecki archeolog Panagiotis Stamatakis odsłonił dromos i oczyścił komnatę .
Grobowiec jest częścią stanowiska archeologicznego w Mykenach, które wraz ze stanowiskiem archeologicznym w Tyrynsie, zostało wpisane w 1999 roku na listę światowego dziedzictwa UNESCO .

## Architektura
Do grobowca wchodzi się od wschodu prostym i niezadaszonym korytarzem (dromos) długości 36 m i szerokości 6 m, którego ściany pokrywają gładko ciosane, w miarę równej wielkości, kamienne bloki, ułożone w systemie opus pseudoisodomum. Monumentalna fasada grobowca (wysoka na 10,5 m) wykonana jest z podobnych materiałów.

Wejście ma 5,4 m wysokości, 2,7 m szerokości na dole i 2,5 m przy nadprożu. 120-tonowa belka nadproża ma długość 9 m, szerokość 5 m i grubość 1,2 m. Nad wejściem umieszczono otwór – tzw. trójkąt odciążający. Według Spathari (2001) po obydwu stronach wejścia znajdowały się ozdobne półkolumny z zielonkawego marmuru, po których zachowały się bazy – fragmenty półkolumn znajdują się w British Museum i w Narodowym Muzeum Archeologicznym w Atenach. Na półkolumnach umieszczone były mniejsze półkolumny, które wspierały tympanon trójkąta odciążającego, ozdobiony rzeźbionymi płytami polichromowanego marmuru z motywami linii poziomych, spirali i rozet. Bury (2015) pisze, że fasada była obłożona płytami z kolorowego marmuru, a po obydwu stronach wejścia znajdowały się zdobione kolumny z ciemno-szarego alabastru a trójkąt odciążający wypełniał czerwony porfir .  Wejście zamykały drewniane podwójne drzwi. Psychogiou (2012) podaje, że trójkąt odciążający przykrywały dwie ogromne płyty granitowe .
Komnata główna grobowca została wzniesiona na planie koła o średnicy 14,6 m. Całość przykrywa pozorna kopuła o wysokości 13,5 m, którą uzyskano dzięki układaniu kolejnych warstw kamiennych bloków (w sumie 33) ze stopniowym przybliżaniem ich do siebie – sklepienie pozorne. Wnętrza komnaty zdobiły dekoracje z brązu.
W komnacie głównej, po północnej stronie, znajduje się przejście do wykutego w skale niewielkiego pomieszczenia (ossuarium) o formie sześcianu o boku 6 m, prawdopodobnie miejsca wcześniejszych pochówków .
Po pogrzebie cały tolos wraz z dromosem zasypano ziemią, tworząc kurhan. Ściany zewnętrzne grobowca chroniła warstwa gliny, by zapewnić izolację od wilgoci i wody.
Wyposażenie grobowca nie zachowało się, gdyż tolos został splądrowany jeszcze w okresie antycznym.

## W literaturze
Skarbiec Atreusza był inspiracją dla Juliusza Słowackiego do napisania wiersza Grób Agamemnona – poeta zwiedził grób w 1836 roku.

## Galeria

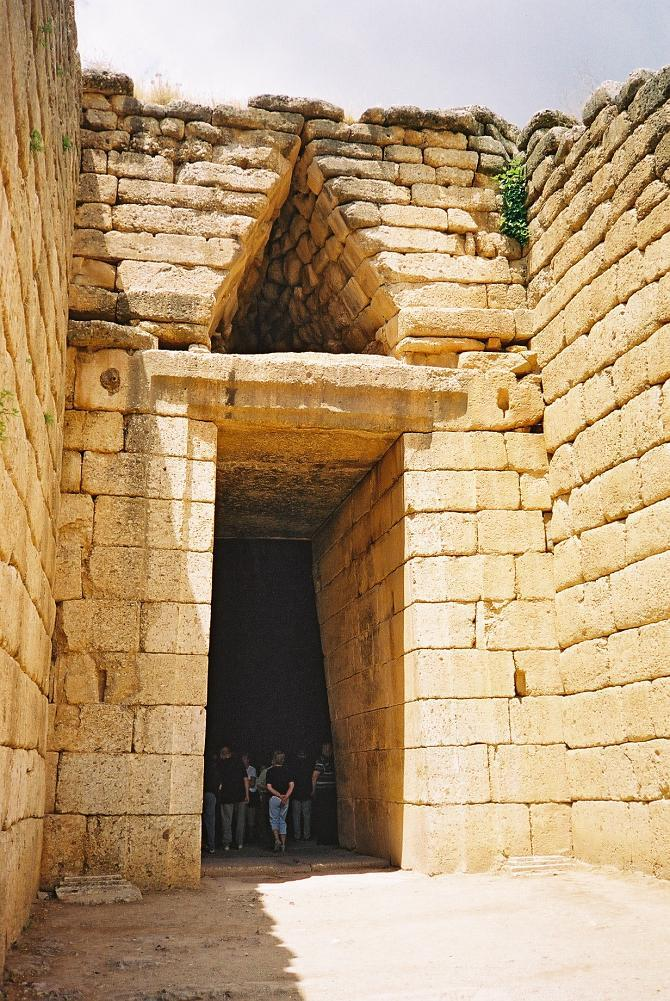
Wejście do grobowca widziane od zewnątrz ...
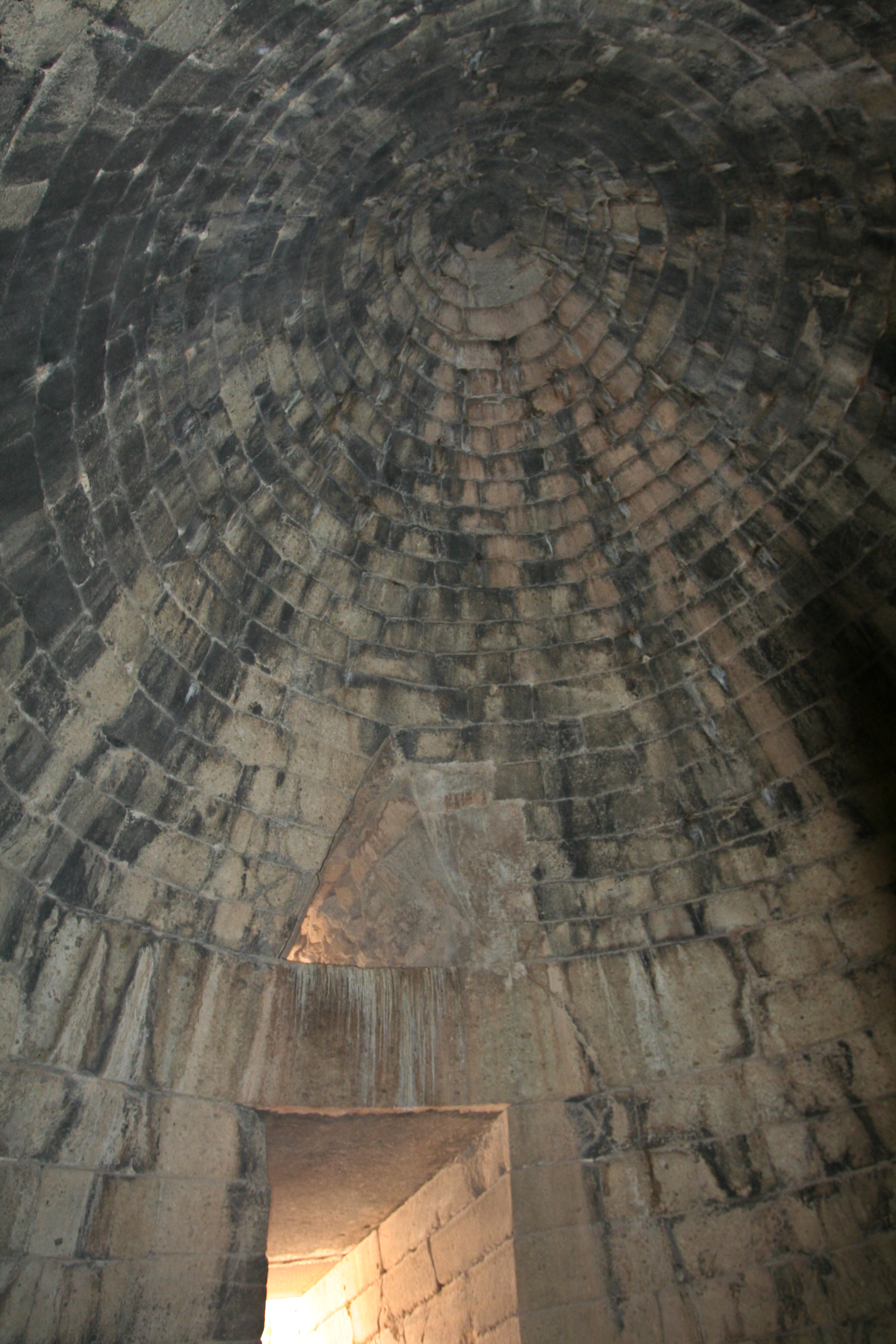
...i od wewnątrz
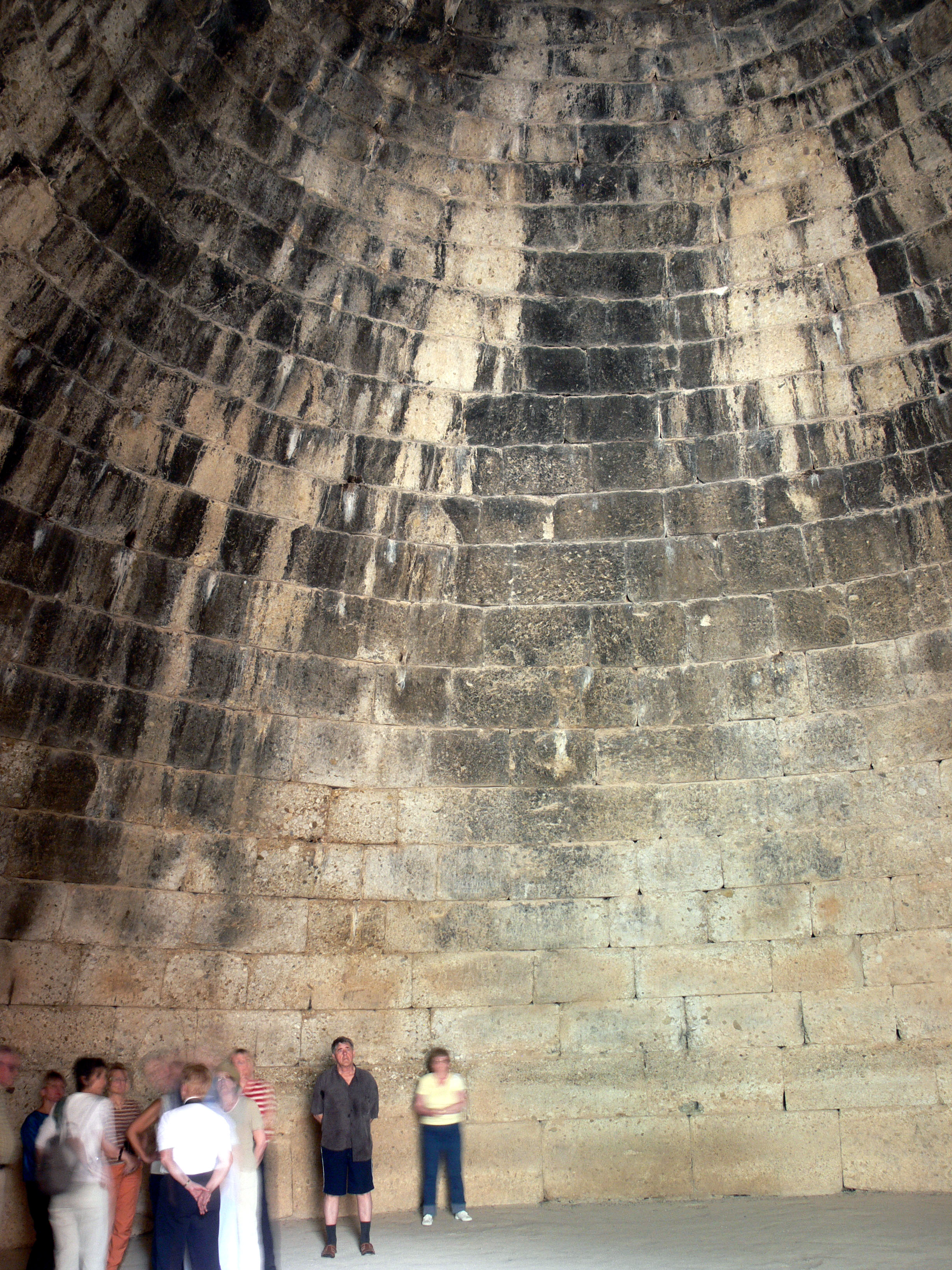
We wnętrzu grobowca
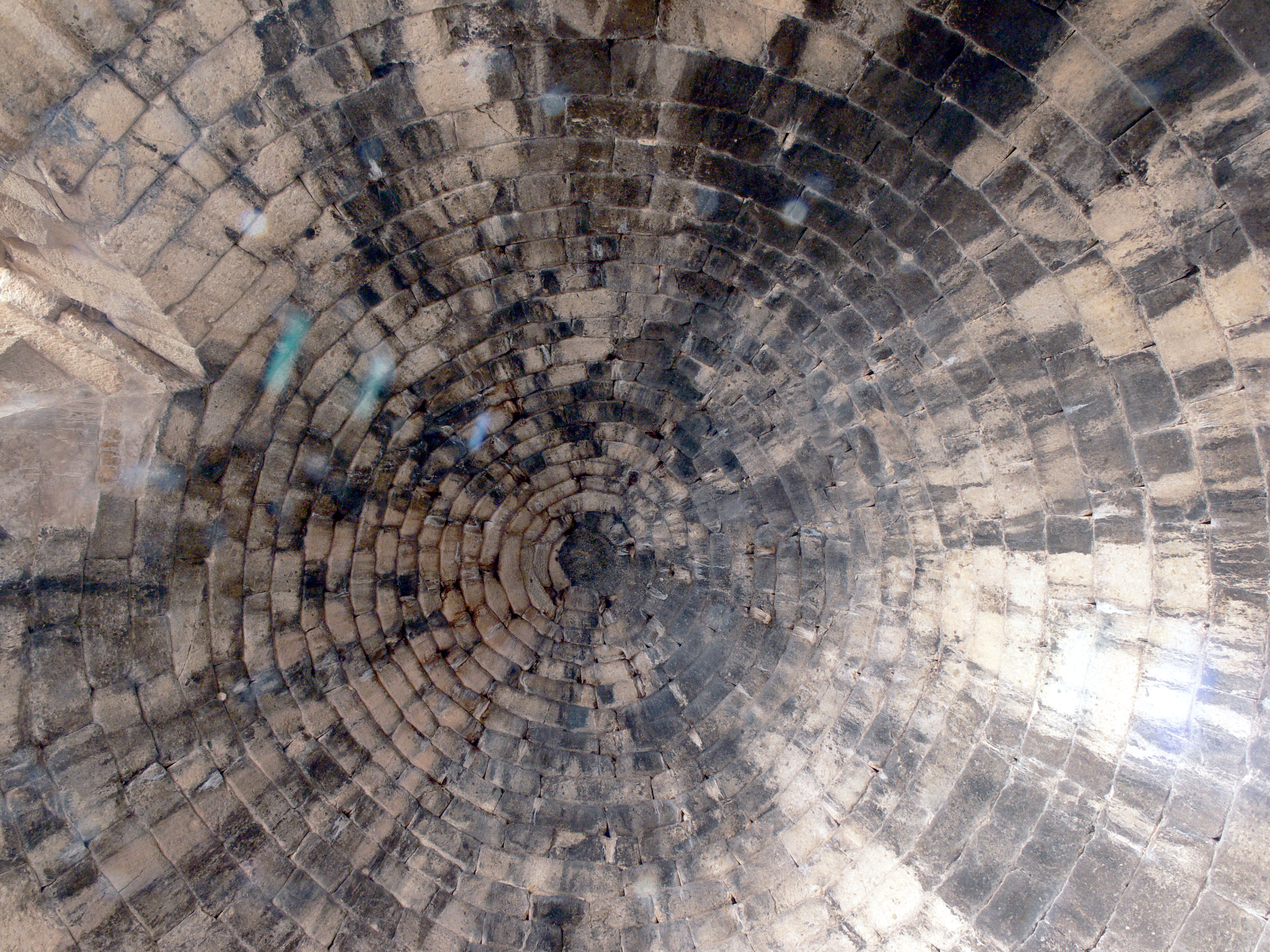
Sklepienie grobowca
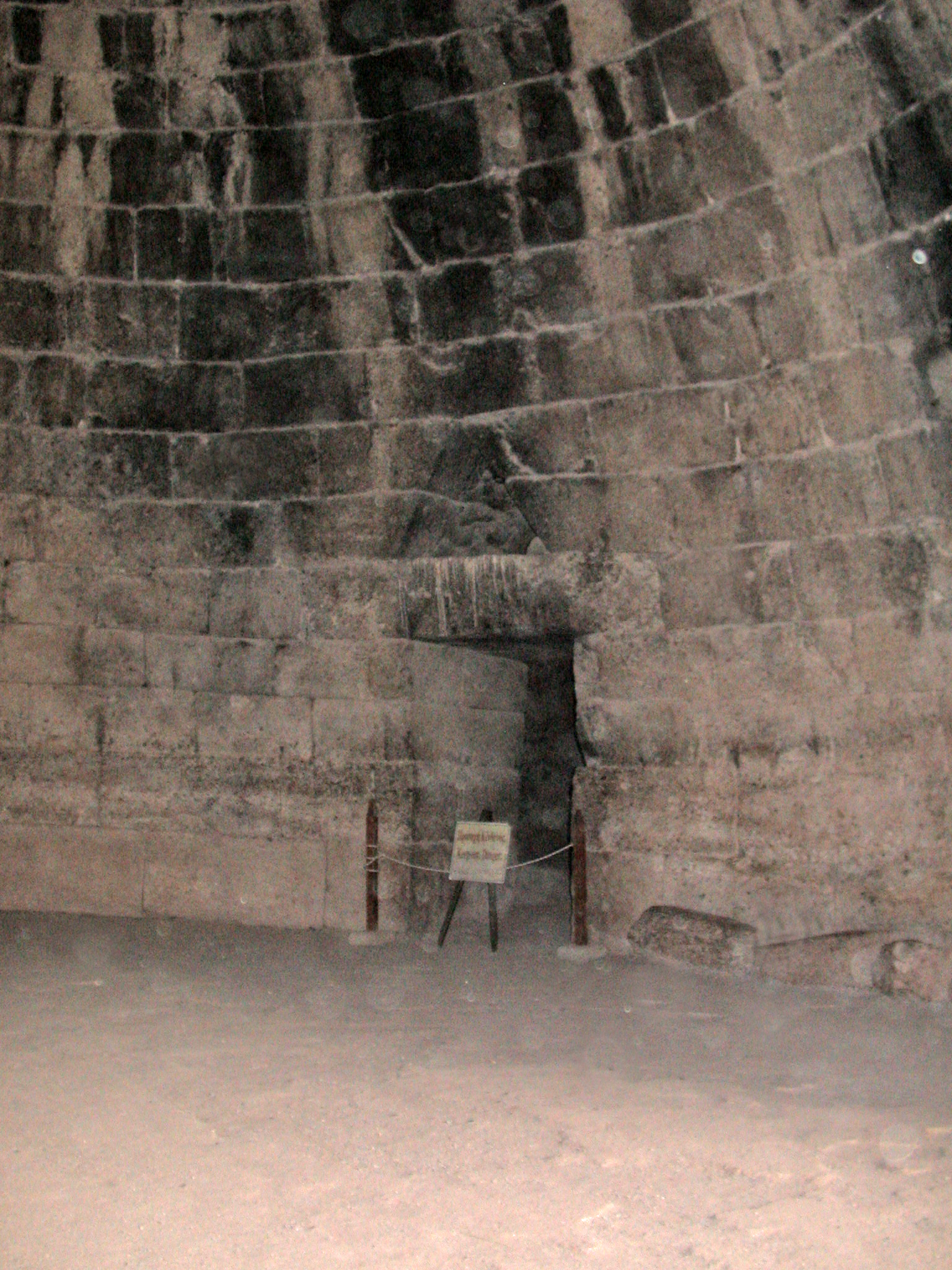
Wejście do ossuarium